# 緣邊無線鰨
緣邊無線鰨為輻鰭魚綱鰈形目鰨亞目舌鰨科的其中一種，為深海魚類，分布於西大西洋美國紐澤西州外海、加勒比海、墨西哥灣至巴西東南部海域，棲息深度37-750公尺，體長可達14.6公分，棲息在泥底質大陸棚、大陸坡底層水域，生活習性不明。

## 扩展阅读
維基物種上的相關：緣邊無線鰨